# لوکاس‌آرتز
لوکاس‌آرتز (انگلیسی: LucasArts Entertainment Company, LLC) یک شرکت آمریکایی ناشر بازی‌های ویدئویی است. لوکاس‌آرتز تا پیش از سال ۲۰۱۳ میلادی در زمینه توسعه‌دهندگی بازی‌های ویدئویی نیز فعالیت داشت. این شرکت عمدتاً به دلیل بازی‌های ماجراجویانه‌اش (مانند بازی‌های بر پایهٔ جنگ ستارگان) شهرت دارد.
مقر اصلی لوکاس‌آرتز که در می سال ۱۹۸۲ توسط جرج لوکاس بنا نهاده شد در سان‌فرانسیسکو‌ی کالیفرنیا قرار دارد.